# Astragalus hololeucoides
Astragalus hololeucoides es una especie de planta del género Astragalus, de la familia de las leguminosas, orden Fabales.

## Distribución
Astragalus hololeucoides se distribuye por Turquía.

## Taxonomía
Fue descrita científicamente por Podlech & Sytin. Fue publicada en Sendtnera 8: 155 (2002).